# Acragas humaitae
Acragas humaitae là một loài nhện trong họ Salticidae.
Loài này thuộc chi Acragas. Acragas humaitae được Bauab & Ilka Maria Fernandes Soares miêu tả năm 1978.